# Nowy Dwór (Kościan)
Pour les articles homonymes, voir Nowy Dwór.
Nowy Dwór (prononciation : [ˈnɔvɨ ˈdvur]) est un village polonais de la gmina de Krzywiń dans le powiat de Kościan de la voïvodie de Grande-Pologne dans le centre-ouest de la Pologne.
Il se situe à environ 5 kilomètres à l'est de Krzywiń (siège de la gmina), à 21 kilomètres au sud-est de Kościan (siège du powiat) et à 49 kilomètres au sud de Poznań (capitale régionale).
Le village possédait une population de 231 habitants en 2011.

## Histoire
De 1975 à 1998, le village faisait partie du territoire de la voïvodie de Leszno.

Depuis 1999, Nowy Dwór est situé dans la voïvodie de Grande-Pologne.